# Alexander Patschovsky
Alexander Patschovsky (* 22. června 1940 Racibórz) je německý historik zaměřující se na dějiny středověkého kacířství. Od roku 1988 až do svého emeritování roku 2005 vyučoval středověké dějiny na univerzitě v Kostnici.

## Život, působení a výzkum
Po absolvování maturity v roce 1959 na Lutherschule v Hannoveru započal se studiem na univerzitách v Göttingenu, Vídni a Mnichově, kde mezi lety 1960–1966 studoval obory historie, germanistiky a klasické filologie. Roku 1966 získal pod vedením známého medievisty Herberta Grundmanna doktorát na mnichovské univerzitě za práci o dominikánovi z pasovské diecéze (Passauer Anonymus) a jeho sbírce, vzniklé kolem let 1260–1261, která měla poskytovat „argumentační a faktický materiál [...] proti Židům, pohanům a kacířům“. V následujících letech (1966–1988) působil jako vědecký pracovník v mnichovském institutu Monumenta Germaniae Historica (MGH, „Historické památky Německa“), vydávající stejnojmennou edici. Během zdejšího angažmá se v Mnichově také habilitoval (1978). Poté, co své stávající pracoviště opustil, nastoupil na pozici profesora středověkých dějin na univerzitě v Kostnici, kde vydržel až do svého emeritování roku 2005. V letech 1990–1991 se stal děkanem její filozofické fakulty. Hlavními zájmy výzkumu se pro Alexandra Patschovského staly středověké hereze, inkvizice a eschatologie, přičemž v souladu s tím věnoval blízkou pozornost osobě Jáchima z Fiore. Výrazný zájem projevoval také o husitství.
Právě díky svému zájmu o české dějiny udržoval Patschovsky úzké kontakty s českými historiky, zejména pak s Františkem Šmahelem. Od roku 1991 se tak stal pověřencem rektora kostnické univerzity pro partnerství s Univerzitou Karlovou, čímž nadále upevňoval svůj vztah k českému prostředí. Již v roce 1990 získal spolu s Františkem Šmahelem Max-Planckovu cenu za výzkum, a v následujícím roce mu byla v Praze Československou akademií věd udělena medaile Františka Palackého. V říjnu 2007 uspořádal spolu s Ivanem Hlaváčkem konferenci v Reichenau na téma „Čechy a jejich sousedé v době Přemyslovců v kontextu střední Evropy“.
Od roku 1993 je Patschovsky členem Kostnické pracovní skupiny pro středověké dějiny, který se řadí k nejrenomovanějším institucím v oblasti bádání o středověku v německy mluvícím prostředí. Věnoval se také dalším velkým projektům, mezi které lze zařadit ediční zpřístupnění díla „Concordia Novi ac Veteris Testamenti“ Joachima z Fiore (2007), které zahrnuje čtyři svazky o rozsahu přibližně 2000 stran, čímž mj. dokončil práci svého školitele Herberta Grundmanna. V roce 2018 vydal v kritické edici poprvé kompletní dokumenty o kacířském procesu v Avignonu z roku 1354 proti dvěma italským františkánským spirituálům, Giovannimu di Castiglione a Francescovi d’Arquata.

## Dílo

### Dostupné v českém jazyce
Pro českého čtenáře vydalo roku 2018 nakladatelství Argo soubor Patschovského studií: Bludiště pravé víry. Sektáři, kacíři a reformátoři ve středověkých Čechách. Kniha se skládá ze 14 studií, které se vedle obecněji zaměřených kapitol věnují středověké herezi, kacířství a husitské revoluci v Čechách. Tuzemské události a jednotlivé aspekty náboženského vzepětí zasazuje do širšího evropského kontextu, přičemž některé z nich tematizuje vůbec poprvé.

### Další autorova díla (vybraná bibliografie)
- Ein kurialer Ketzerprozeß in Avignon (1354): die Verurteilung der Franziskanerspiritualen Giovanni di Castiglione und Francesco d’Arquata, Wiesbaden 2018.
- Die Bildwelt der Diagramme Joachims von Fiore, Ostfildern 2003.
- Toleranz im Mittelalter, Sigmaringen 1998.